# Pepe Aguilar
Pepe Aguilar este numele de scenă al lui José Aguilar (n. 1968, San Antonio, Texas, Statele Unite ale Americii), un cântăreț cu origini mexicane care cântă ranchera. 

## Biografie
Este fiul cântăreților și actorilor mexicani Antonio Aguilar și Flor Silvester. 
Aguilar s-a născut într-o perioadă dificilă din cariera tatălui său. Antonio Aguilar, de asemenea cântăreț și actor, nu reușea să-și vândă bine albumele sau să câștige roluri în filme mexicane, așa că familia Aguilar a emigrat în Puerto Rico unde a stat câțiva ani. În 1973, Pepe Aguilar și-a făcut debutul în muzică din proprie initiațivă în fața unei mulțimi din Madison Square Garden. Aguilar își amintește că era speriat de marea mulțime și că a plâns când a văzut publicul. Dar, în cele din urmă, s-a integrat în show-urile tatălui său, cântând la majoritatea concertelor tatălui său.
Încă din copilărie a fost distribuit în filmul Simon Blanco împreună cu fratele său Toñito Aguilar, în care tatăl lor a jucat rolul principal, fiind totodată și producătorul filmului, iar mama lor avea rolul unei cântărețe.
În timpul adolescenței, Aguilar a făcut parte dintr-o trupă rock numită "Equs". Trupa nu a rezistat mult, dar cu ea a înregistrat primul său album. Aguilar spune stilul său muzical din adolescență a fost influențată de The Who, Ignacio, Pink Floyd.
În 1990, Aguilar debutează ca solist cu albumul "Pepe Aguilar Con Tambora". Albumul i-a adus ceva celebritate în Mexic și America Latină. A lansat mai multe albume în anii 90 și a devenit producător punând bazele a două case de discuri și a realizat cântece pentru Lupita D'Alessio, Lupe Pineda, Julieta Venegas etc.
În 1998, Aguilar lansează albumul "Por Mujeres Como Tu". Acest CD se vinde în două milioane de copii în întreaga lume și rămâne în topul Billboard timp de 52 de săptămâni consecutive, consolidând celebritatea lui Aguilar. Billboard îl premiază pe Aguilar cu premiul "Hot Latin Track of the Year" (Cântecul latino al anului) în 1998.
În 2000, Aguilar lansează un alt album de succes, "Por Una Mujer Bonita" ce i-a adus ulterior un premiu Latin Grammy. Aguilar a fost nominalizat la premiile Grammy de 9 ori, dar și pentru alte premii de numeroase ori.
În 2002, Aguilar devine primul cântăreț mexican de muzică regională care cântă în bine cunoscutul "Hollywood Bowl" din Los Angeles. Devine de asemenea și primul hispanic ce cântă în Kodak Theater, tot din Los Angeles. Pe 15 septembrie 2003, ziua în care mexicanii celebrează ziua independenței, Aguilar primește cheile simbolice ale orașului Los Angeles. În jur de 20.000 de persoane au participat la ceremonie. Aguilar lansează alte două CD-uri în acel an, printre care primul său nr. 1 din topul Billboard Top Latin Albums, "Y Tenerte Otra Vez".
Aguilar semnează un contract cu Sony music în iulie 2004 și lansează "No Soy De Nadie" în același an.
Pepe cântă soundtrackul telenovelei mexicane "Destilando amor" (cu Eduardo Yáñez, Angélica Rivera) intitulat "Por amarte".